# Sitapi Coronae
Sitapi Coronae est une corona, formation géologique en forme de couronne, située sur la planète Vénus par -36,5° S et 246,8° E. Elle est localisée dans le quadrangle d'Helen Planitia. Elle a été nommée en référence à Sitapie, Terre indonésienne, nature et déesse créatrice.

## Géographie et géologie
Sitapi Coronae couvre une surface circulaire d'environ 270 km de diamètre. 